# Chilanga (Muchinga)
Koordinaten: 10° 1′ S, 32° 42′ O
Chilanga ist ein kleiner Ort, gelegen 40 Kilometer nördlich von Isoka am Tanzam Highway, wo die Straße nach Malawi über Chitipa abzweigt. Chilanga beheimatet eine Zweigstelle der Zambia Wildlife Authority für das Luangwatal, die Mount Makulu Research Station, eine agrarwissenschaftliche Forschungsstation, ein Fischzuchtprojekt der Weltbank, ein kleines Krankenhaus, Grund- und Sekundarschulen sowie eine ungeteerte, 1.000 Meter lange Flugpiste.